# Amphimedon tenera
Amphimedon tenera är en svampdjursart som först beskrevs av Thiele 1905.  Amphimedon tenera ingår i släktet Amphimedon och familjen Niphatidae. Inga underarter finns listade i Catalogue of Life.